# Lorenzo Fazzini
Lorenzo Fazzini (Vieste, 19 gennaio 1787 – Napoli, 4 maggio 1837) è stato un matematico, fisico e filosofo italiano, un divulgatore di materie scientifiche e filosofiche e il fondatore dell'omonima scuola privata, una delle più celebri nel Regno delle Due Sicilie.

## Biografia

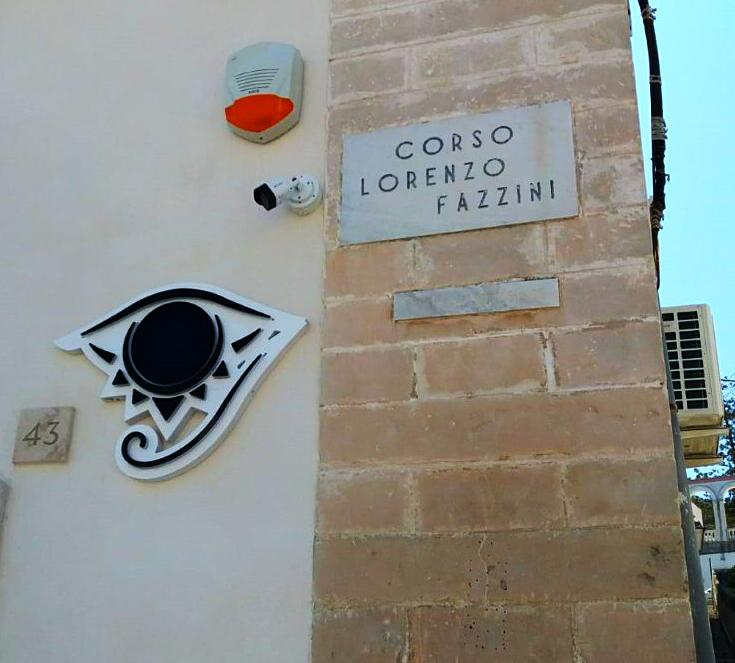
il Corso principale di Vieste dedicato a Lorenzo Fazzini

Lorenzo Fazzini nacque a Vieste, in Capitanata, da Tommaso e Porzia Medina, che appartenevano a due delle famiglie più agiate della città.. Ebbe tre fratelli minori, Gaetano, Antonio e Matteo; Gaetano e Antonio in seguito collaborarono alla scuola fondata da Lorenzo a Napoli. 

### Formazione
Lorenzo Fazzini trascorse l'infanzia a Vieste. Il suo talento per la matematica fu notato fin dai primi anni; i genitori decisero quindi di far proseguire i suoi studi in ambienti che potessero garantire una formazione adeguata. Fazzini si trasferì così a Foggia, poi a Benevento e in ultimo nel seminario di Nusco, nel Principato Ultra. Qui trascorse l'adolescenza approfondendo anche lo studio dei classici. 
A diciotto anni, terminato il seminario, Fazzini tornò a Vieste. Lì, poco dopo il suo rientro, recitò in Duomo un'orazione in lode dell'Arcangelo Michele che fu molto apprezzata dal clero e dai fedeli.
Il rientro nella città natale fu comunque di breve durata: desiderando continuare i suoi studi, Fazzini si trasferì infatti a Napoli, dove rimase per il resto della vita. Nel 1809 venne ordinato sacerdote e nello stesso anno ebbe come insegnante di matematica il napoletano Nicola Fergola. La scuola di quest'ultimo era un rinomato centro per la formazione di matematici e un punto di incontro per studiosi e ricercatori del Mezzogiorno; Fazzini ne fu uno degli allievi più illustri. 
Fazzini proseguì anche gli studi in teologia, diritto canonico, storia della Chiesa, filosofia, scienze fisico-matematiche. Nel frattempo, tuttavia, si era avvicinato alla filosofia sensista. Nel 1817 ottenne dalla Chiesa il permesso di acquisire testi proibiti su questa corrente filosofica, a patto che non ne divulgasse i contenuti. Questo aspetto della formazione filosofica di Fazzini influirà sulla sua docenza e sulla sua personalità, determinando una contraddizione che, secondo le testimonianze di allievi e amici, lo accompagnò per tutta la vita.

### Attività come insegnante
Nel 1810, Fazzini aprì una scuola privata in cui venivano insegnate filosofia, matematica e fisica. La scuola aveva sede nella Strada nuova dei Pellegrini, nel quartiere di Montecalvario, e divenne uno dei centri di studio più rinomati di Napoli. Nel periodo di maggior successo la scuola arrivò a contare tra i 300 e i 400 allievi. In una data non precisabile, Fazzini dovette quindi spostare la scuola in una sede più grande, in via Magnacavallo, nello stesso quartiere.
Anche dopo aver aperto la propria scuola, comunque, Fazzini insegnò presso altre scuole private. Secondo diverse testimonianze del tempo, dedicava quindi all'insegnamento sei o sette ore al giorno. Uno dei suoi allievi fu Francesco De Sanctis, che nella sua autobiografia La giovinezza ha lasciato una descrizione molto vivace di Fazzini e del suo insegnamento, particolarmente coinvolgente per quanto riguardava la fisica.
Sembra comunque che la maggior parte del tempo di insegnamento di Fazzini fosse dedicata alla matematica. Al servizio di questa attività Fazzini pubblicò tre volumi, riediti più volte e dedicati rispettivamente all'aritmetica, alla geometria piana e alla geometria solida. Questi lavori non avevano tuttavia solo finalità didattiche: in particolare, secondo Raffaele Santoro, nei due volumi dedicati alla geometria piana e alla geometria solida, traduzione degli Elementi di Euclide, Fazzini tenne conto di diverse traduzioni precedenti, esaminandole in modo critico anche alla luce degli sviluppi recenti della geometria.

### Laboratorio
Oltre all'insegnamento della filosofia e delle materie scientifiche, Fazzini si dedicava alla ricerca e alla divulgazione. Al servizio di queste tre attività allestì anche un laboratorio scientifico, considerato all'epoca uno dei migliori di Napoli. Dopo la morte di Fazzini, le attrezzature del laboratorio vennero acquistate dall'Università di Napoli.

### Morte
Il 4 maggio del 1837, Fazzini morì di colera, di cui era ammalato da mesi, durante la prima grande epidemia del morbo in Italia. 
La salma fu provvisoriamente depositata nella chiesa di San Tommaso d'Aquino; al termine dell'epidemia, venne trasferita in quella di Santa Maria ad Ogni Bene dei Sette Dolori. Qui furono celebrate le esequie solenni; alla celebrazione parteciparono molti giovani allievi e amici che manifestarono la loro venerazione e gratitudine per il maestro. Per la cerimonia venne composta da Gaetano Donizetti una Messa da Requiem oggi perduta, mentre Basilio Puoti recitò un elogio di Fazzini, di cui era amico. Nei mesi successivi, numerose commemorazioni a stampa esaltarono le qualità di Fazzini come persona e come scienziato.
Dopo la sua morte, l'attività della scuola di Lorenzo Fazzini venne proseguita per un certo periodo dai fratelli Antonio e Gaetano. A Lorenzo sopravvissero anche i genitori, che nel frattempo si erano trasferiti con lui a Napoli: dopo la sua morte, il padre rientrò a Vieste mentre la madre rimase a Napoli.

## Ricerche scientifiche
Fazzini si occupò a lungo di ricerche scientifiche in vari campi della fisica. In particolare, studiò l'induzione elettromagnetica, il magnetismo in generale e la relazione tra luce e magnetismo. Non pubblicò però quasi nulla a proposito di queste ricerche, che sono note soprattutto attraverso le testimonianze di Emanuele Tellini e di Gaetano Fazzini.
Fazzini era convinto che diverse delle forze naturali allora note, e in particolare il calorico, la luce, l’elettricismo, il galvanismo e il magnetismo, fossero in realtà diverse manifestazioni di un'unica forza. Partendo da questa idea di base, studiò soprattutto il magnetismo, e in particolare due fenomeni di induzione, oggi spiegati in base alla Legge di Faraday, che erano stati scoperti negli anni immediatamente precedenti:
- il magnetismo di rotazione, scoperto nel 1825 da Arago: il fenomeno per cui un ago magnetico posto sopra un disco di rame in rotazione inizia a sua volta a ruotare
- l'induzione tellurica, scoperta nel 1831 da Faraday: la generazione di una corrente elettrica indotta in un circuito che si muove attraverso il campo geomagnetico

Per quanto riguarda il magnetismo di rotazione, Fazzini ripeté e approfondì le esperienze di Arago notando che la rotazione dell'ago magnetico si verificava anche quando al di sopra del disco di rame si sovrapponeva materiale isolante, mentre non si verificava se il disco di rame veniva sostituito da un disco di materiale isolante.
Per quanto riguarda l'induzione tellurica, Fazzini ne identificò con maggiore chiarezza le modalità. Cercò poi di combinare lo studio di questo fenomeno con quello del magnetismo di rotazione, costruendo per questo tre diversi apparecchi. Una ricostruzione dettagliata del modo in cui gli apparecchi operavano è stata fornita da Raffaele Santoro sulla base delle testimonianze lasciate da Filippo Cirelli e Gaetano Fazzini.
Lorenzo Fazzini descrisse una delle sue esperienze sull'induzione tellurica in una lettera scritta in francese a Faraday e datata 3 aprile 1832; pubblicata postuma, questa lettera è l'unica descrizione lasciata da Fazzini in persona riguardo ai propri esperimenti.
Fazzini eseguì inoltre esperimenti sul rapporto tra luce e magnetismo, proiettando raggi di luce su un ago magnetico. Le testimonianze rimaste, tutte indirette, non permettono però, secondo Raffaele Santoro, di ricostruire in modo sicuro le intenzioni di Fazzini e i risultati dei suoi esperimenti.

## Opere
- I primi sei libri degli elementi di Euclide tradotti in Italiano dall'abate Fazzini (Geometria piana), Napoli, dalla stamperia francese, 1825 (ripubblicato nel 1828 presso la stessa stamperia e nel 1834 presso la stamperia del Fibreno).
- I libri undecimo, e duodecimo degli elementi di Euclide tradotti in italiano dall'abate Fazzini ed i teoremi scelti di Archimede sulla sfera e sul cilindro, e la misura del cerchio aggiunti dal medesimo (Geometria solida), Napoli, dalla stamperia di C. Cataneo, 1825 (ripubblicato nel 1829 presso la stamperia francese e nel 1843 presso la stamperia di Gennaro Agrelli).
- Elementi di aritmetica, Napoli, dalla stamperia francese, 1827 (ripubblicato nel 1829 presso la stessa stamperia e nel 1834 presso la stamperia del Fibreno).